# 非洲煙鼠屬
非洲煙鼠屬（学名：Heimyscus），哺乳綱、囓齒目、鼠科的一屬，而與非洲煙鼠屬（非洲煙鼠）同科的動物尚有駝鼠屬（單環駝鼠）、水鼠屬（東方水鼠）、狨鼠屬（海南狨鼠）、小樹鼠屬（小樹鼠）等之數種哺乳動物。

## 下属物种
本属包括以下物种：
- 非洲煙鼠 Heimyscus fumosus (Brosset, Dubost & Heim de Balsac, 1965)